# Ghost Recon 2
Tom Clancy's Ghost Recon 2 ist ein Taktik-Shooter, der von Red Storm Entertainment entwickelt und von Ubisoft 2004 für Xbox, PlayStation 2 and GameCube veröffentlicht wurde. Es ist die Fortsetzung zu Tom Clancy’s Ghost Recon. Mit Ghost Recon Advanced Warfighter existiert ein direkter Nachfolger.

## Entwicklung
Eine Version für Microsoft Windows war angedacht, wurde jedoch im April 2005 zugunsten des Nachfolgers Ghost Recon 3 eingestellt. Mit Ghost Recon 2: Summit Strike erschien eine eigenständig lauffähige Erweiterung für die Xbox.

## Handlung
Das Spiel ist auf der Koreanische Halbinsel verortet. Dort versucht ein nordkoreanischer General die Herrschaft an sich zu ziehen, und marschiert in der Volksrepublik China ein. Der Spieler ist Teil einer US-amerikanischen Eliteeinheit, die für Ordnung sorgen soll.

## Rezeption
Janina Wintermayr von M! Games stellte große Unterschiede zwischen den Portierungen fest. Auf der PlayStation 2 sei der Schwierigkeitsgrad deutlich ausgeglichener. Trotz teils heftigem Screen Tearing sei das Spiel grafisch gelungen. Mit dem Vorgänger gäbe es wenig Gemeinsamkeiten. Statt auf taktische Planung setze Ghost Recon 2 sehr stark auf Action. 4Players bewertete die Modernisierung des Spielprinzip jedoch positiv.